# Friedrich I. (Schwaben)

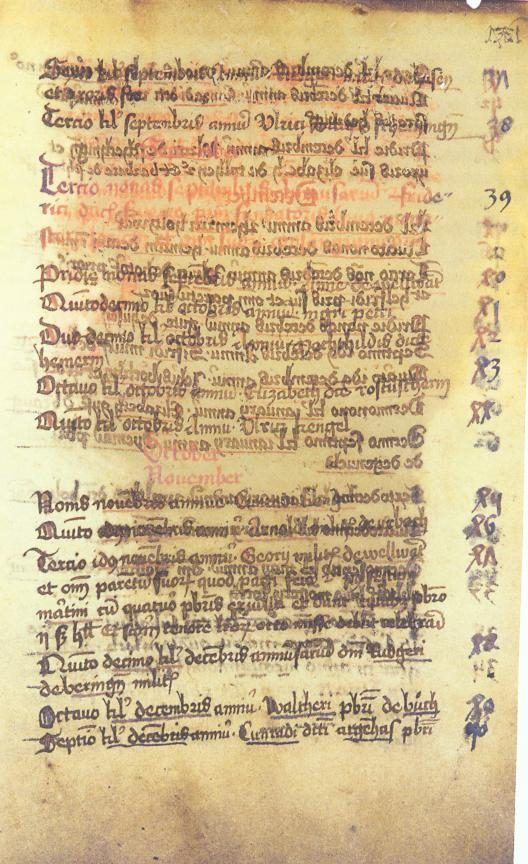
Das „Rote Buch“ des Klosters Lorch wurde durch Kriegseinwirkung 1943 stark beschädigt und in den 1980er Jahren umfassend restauriert. Doch blieben neue Erkenntnisse zur frühen Genealogie der Staufer aus. Auf der abgebildeten Seite des Nekrologs ist unter Nr. 39 mit Friedrich I. von Schwaben der Vater Konrads und der Stifter des Klosters abgebildet. Stuttgart, Landesarchiv Baden-Württemberg, Hauptstaatsarchiv Stuttgart, H 14, Nr. 175, Bl. 136

Friedrich I. (* um 1050; † 1105 vor 21. Juli) aus dem Geschlecht der Staufer war seit 1079 Herzog von Schwaben. Sein Vater war Friedrich »von Büren« (der Beiname ist nicht zeitgenössisch), seine Mutter Hildegard von Egisheim-Dagsburg, Tochter des Grafen Gerhard I. In seine Regierungszeit fiel der Aufstieg der Staufer zur Herzogsfamilie in Schwaben. Er gilt zusammen mit Peter von Lützelburg als Begründer des Klosters Sankt Walburga. Unterstützt wurden sie von seinem Bruder Bischof Otto von Straßburg.

## Leben
Vermutlich hatte Friedrich vor der Herzogserhebung die Grafenwürde inne. Bereits als Graf begann Friedrich I. mit dem Ausbau der staufischen Macht. Er ließ auf der Kuppe des Berges Hohenstaufen eine Burg errichten, die zum Stammsitz und zur Namensgeberin für die Familie wurde. Eine bei Lorch im Remstal anzunehmende Burg wurde um 1100 in ein Benediktinerkloster (Kloster Lorch) umgewandelt, das ab diesem Zeitpunkt als Hauskloster der Staufer diente.
Allerdings scheint das Hausgut der Familie zu diesem Zeitpunkt noch gering gewesen zu sein. Vermutlich beschränkte es sich auf das Stauferland um den Hohenstaufen sowie auf die von Hildegard erlangten Besitzungen im Elsass: in und um Schlettstadt mit der Hohkönigsburg sowie bei Hagenau.
Das entscheidende Ereignis in Friedrichs Lebenszeit war aber die Übertragung der Herzogswürde in Schwaben zu Ostern 1079 in Regensburg. Während eines Adelsaufstands des gegen Heinrich IV. abtrünnigen Rudolf von Rheinfelden gehörten die Staufer zur königstreuen Minderheit. Anfang 1079 war Rudolfs Sohn Berthold von Rheinfelden von der Adelsopposition zum Herzog von Schwaben gewählt worden. Im Gegenzug vergab Heinrich den Titel zu Ostern an Friedrich I. und verlobte am 24. März ebenfalls in Regensburg seine noch nicht siebenjährige Tochter Agnes mit ihm (die Ehe wurde 1086 oder 1087 geschlossen). In den folgenden Jahren konnte sich keiner der beiden Herzöge durchsetzen. Nachdem sich Heinrich 1097 mit Berthold von Zähringen, dem Nachfolger Rudolfs von Rheinfelden, ausgesöhnt hatte, bestand die Spaltung Schwabens fort. Friedrich konnte sein Amt nur im Norden Schwabens tatsächlich ausüben.
Die Ausweitung der staufischen Hausmacht betrieb er vor allem in Richtung Norden. In der Pfalz wurde er in seinen letzten Herrschaftsjahren durch die Obervogtei des Klosters Weißenburg und des Hochstifts Speyer zu einem wichtigen regionalen Machtfaktor. Damit näherte sich das staufische Territorium den salischen Gütern in Rheinfranken an. Im Süden brachte Friedrich nur um Ulm nennenswerten Besitz unter seine Kontrolle, jenseits der Donau lediglich vereinzelten Streubesitz.
Während des Italienzuges Heinrichs IV. und der damit verbundenen Abwesenheit des Herrschers aus dem nördlichen Reichsteil war Friedrich dort der oberste Heerführer der kaiserlichen Seite.

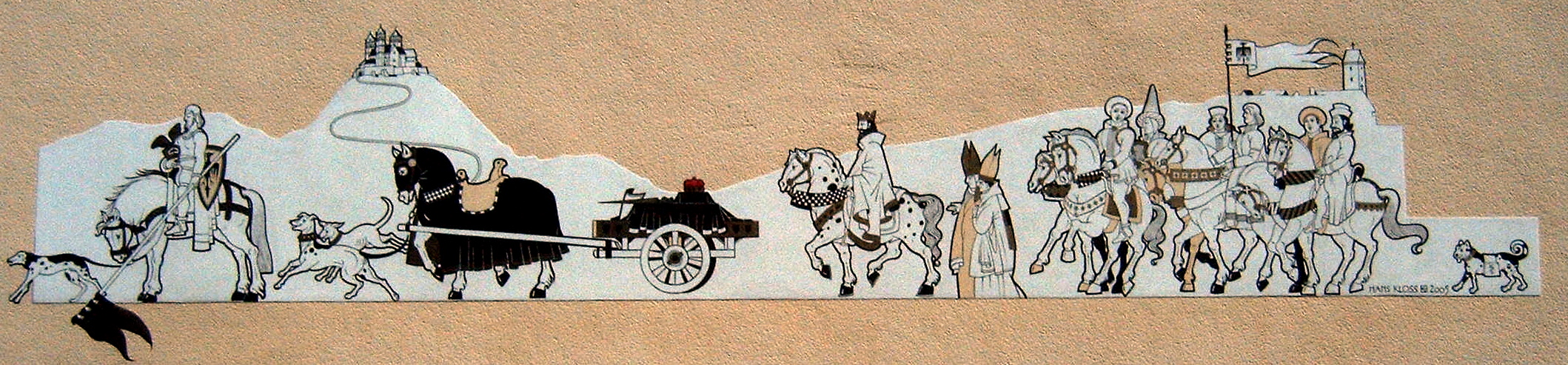
Künstlerische Darstellung der Umbettung Friedrichs durch seinen Sohn Konrad III. (Hans Kloss, 2005)

Nach seinem Tod wurde er 1105 zunächst in der Stiftskirche in Lorch bestattet, dem romanischen Vorgängerbau der heutigen Evangelischen Stadtkirche. Nach Fertigstellung der Klosterkirche in dem von ihm gestifteten Kloster Lorch wurde er um 1140 von seinem Sohn Konrad III. dorthin umgebettet. Abt Nikolas Schenk von Arberg ließ 1475 sämtliche Staufergräber im Mittelschiff, vor den Stufen des Chores und im Chor öffnen und die sterblichen Überreste in einer Gruft unter der Tumba bestatten, die im Mittelschiff der Klosterkirche steht.
Seine Frau Agnes heiratete 1106 in zweiter Ehe den später heiliggesprochenen Babenberger Leopold III. und wurde mit diesem gemeinsam im Stift Klosterneuburg in der Nähe von Wien bestattet.

## Nachkommen

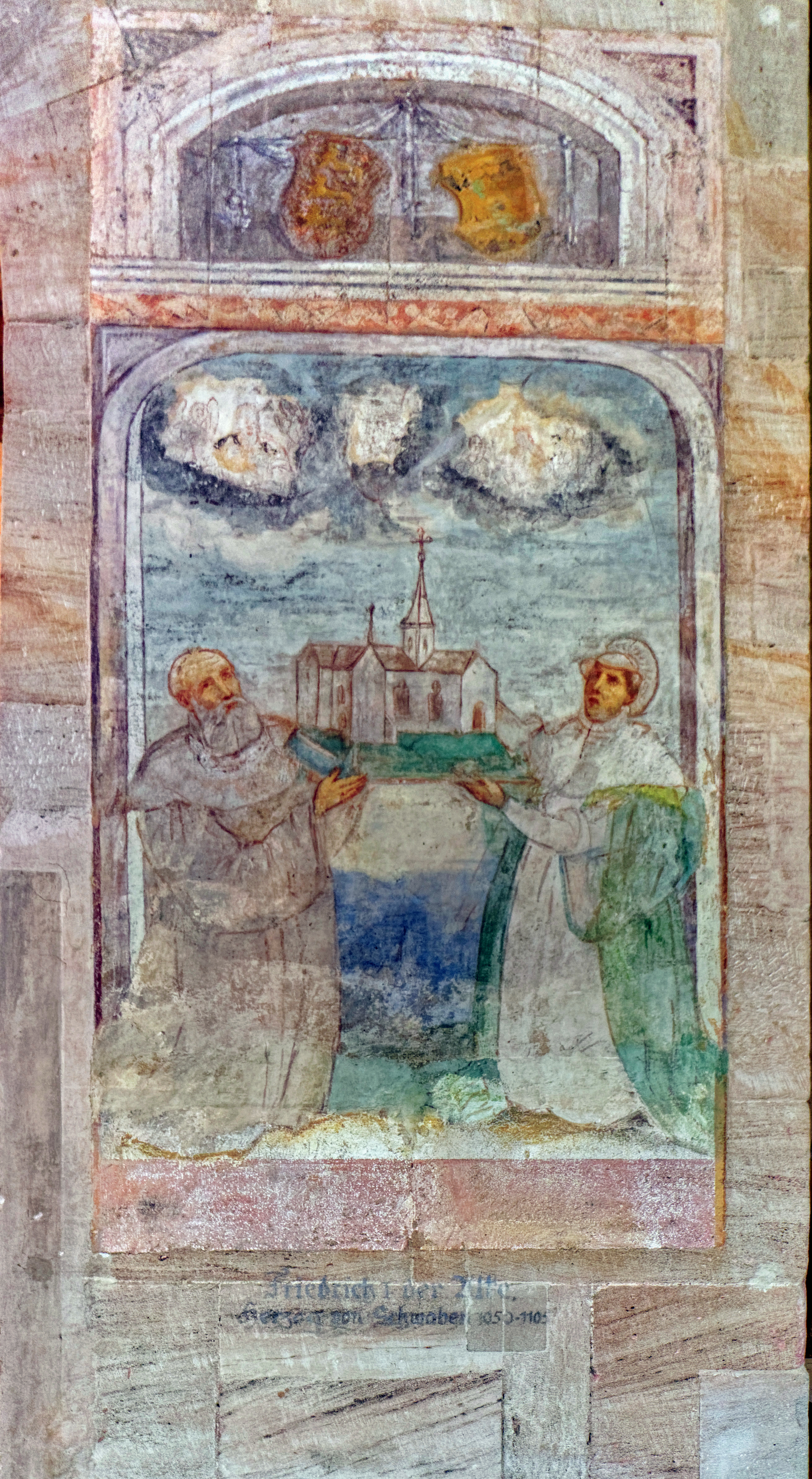
Fresko Friedrich I. in der Klosterkirche Lorch

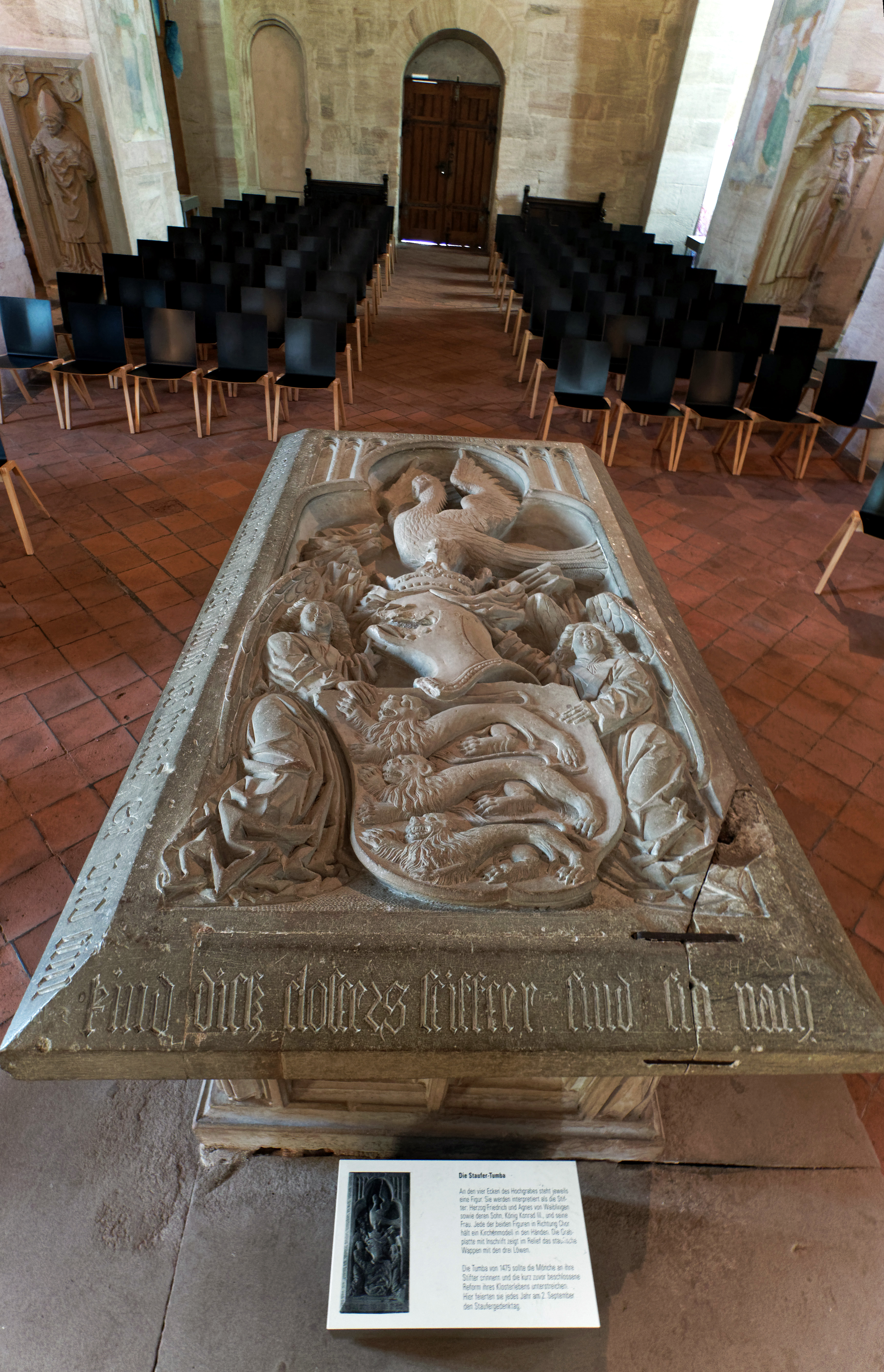
Staufertumba im Mittelschiff der Klosterkirche des Klosters Lorch

Neben den beiden Söhnen Herzog Friedrich II. von Schwaben und dem späteren römisch-deutschen König Konrad III. sei nur eine Tochter Gertrud nachweisbar, die Hermann von Stahleck heiratete, nahm man bis vor kurzem an. Die beiden Urkunden, die Gertrud als Stauferin belegen, sind aber moderne Fälschungen. Angaben über weitere Kinder, die Hansmartin Decker-Hauff aufgrund von ihm gefälschter Lorcher Quellen machte, haben sich als Phantasieprodukte erwiesen.